# ماريا ستيوارت كولينز
ماريا ستيوارت كولينز هي كاتِبة كندية، ولدت في 1760، وتوفيت في 1830.